# Winner (België)
Winner (ook: De Winner) is een gehucht in de gemeente Hechtel-Eksel in de Belgische provincie Limburg. Het ligt onmiddellijk ten noorden van Eksel.

## Geschiedenis
Winner ontstond eind 11e, begin 12e eeuw als een landbouwenclave die vermoedelijk door de lijfeigenen van de adellijke heer Hendrik van Limborch werd ontgonnen. In 1145 kwam ze in bezit van de Abdij van Floreffe, waardoor het een afzonderlijk domein vormde, naast Eksel en Hoksent. Op de Ferrariskaart uit de jaren 1770 is de plaats weergegeven als het gehucht Winner.
Bewoning in dit gebied is al veel ouder. Hier werden in 1959 en 1964 twee zogenaamde Harpstedt-urnen uit de IJzertijd gevonden in grafheuvels. Op de Winnerheide werden Romeinse voorwerpen opgegraven en een Romeinse begraafplaats. Dit stond mogelijk in verband met een heerweg die van Tongeren door dit gebied naar het noorden liep.

## Kapel van De Winner
Aan de Winnerstraat bevindt zich een betreedbare kapel, toegewijd aan Onze-Lieve-Vrouw Oorzaak onzer Blijdschap. Deze moet niet lang na 1800 zijn opgericht, vermoedelijk in 1813. Aanstaande moeders kwamen er bidden voor een goede afloop van de geboorte. In 1975 werd de kapel gesloopt omdat ze, na wegwerken was verzakt en het zicht van automobilisten hinderde. In 1978 werd, naar het voorbeeld van de oorspronkelijke kapel, een nieuw kapelletje gebouwd op een iets andere plaats. De kapel bevat onder meer een gipsen Mariabeeld dat een kopie is van het houten Mariabeeld in de Onze-Lieve-Vrouwebasiliek te Tongeren, waar de devotie voor Onze-Lieve-Vrouw Oorzaak onzer Blijdschap een oorsprong vond.
Deelgemeenten: Eksel · Hechtel

Overige kernen: Hoksent · Locht · Winner

Belgische gemeenten · Arrondissement Maaseik · Limburg · Vlaanderen